# 國立中央大學圖書館
國立中央大學圖書館（英文：National Central University Library，簡稱中大圖書館）是國立中央大學所屬各圖書館之總稱，1979年設立，提供教職員和學生中西文書籍、視聽資料借閱等服務。除總館外，中大圖書館尚設有1間分館及1個系所圖書室。

## 樓層介紹
| 八樓     | 西文期刊合訂本 |  |
| 七樓     | 中文期刊合訂本、日文期刊合訂本、學位論文區                                                                            |  |
| 六樓     | 西文圖書、公用研究室、研討室                                                                                          |  |
| 五樓     | 西文圖書、公用研究室、校友贈書室                                                                                      |  |
| 四樓     | 中文圖書、公用研究室、線裝書室                                                                                        |  |
| 三樓     | 中文圖書、客家圖書、公用研究室、資訊系統組                                                                            |  |
| 二樓     | 中文圖書、會議室、館長室、行政室、視聽資料、語言中心閱讀坊                                                            |  |
| 一樓     | 新書展示區、教職員著作、中大書架、愛閱分享區、大套叢書區、閱報區、地圖集、現期期刊、輿圖/參考書區、服務檯、借還書櫃檯 |  |
| 地下一樓 | 大套叢書區、藝文走廊、推廣教室                                                                                        |  |

## 歷任館長
| 任別 | 姓名   | 任期                  |
| ---- | ------ | --------------------- |
| 1    | 顏滄波 | 1979年8月－1982年10月 |
| 2    | 廖學鎰 | 1982年11月－1985年7月 |
| 3    | 張奉文 | 1985年8月－1991年9月  |
| 4    | 洪秀雄 | 1991年9月－1997年9月  |
| 5    | 洪勵吾 | 1997年10月－1999年7月 |
| 6    | 王乾盈 | 1999年8月－2003年2月  |
| 7    | 張惠文 | 2003年2月－2004年7月  |
| 8    | 李瑞騰 | 2004年8月－2006年7月  |
| 9    | 周惠文 | 2006年8月－2007年7月  |
| 10   | 嚴秀茹 | 2007年8月－2008年7月  |
| 11   | 陳彥良 | 2008年9月－2013年7月  |
| 12   | 范懿文 | 2013年8月－2017年1月  |
| 13   | 李力庸 | 2017年2月－2021年1月  |
| 14   | 高櫻芬 | 2021年2月－           |

## 館際合作
| 臺大系統 | 國立臺灣大學 | 國立臺灣師範大學 | 國立臺灣科技大學 |

| 臺聯大 | 國立陽明交通大學 | 國立清華大學 | 國立政治大學 |
|        | 國立中央大學     |              |              |

| 臺綜大 | 國立中興大學 | 國立中正大學 | 國立成功大學 |
| 臺綜大 | 國立中山大學 |              |              |

| 北聯大 | 國立臺北大學 | 國立臺灣海洋大學 | 國立臺北科技大學 |

| 優久聯盟 | 中原大學 | 輔仁大學 | 東吳大學     |
| 優久聯盟 | 銘傳大學 | 世新大學 | 中國文化大學 |
| 優久聯盟 | 淡江大學 |          |              |

| 國內其他大專院校 | 國立政治大學         | 國立暨南國際大學 | 國立東華大學     |
| 國內其他大專院校 | 國立空中大學         | 國立體育大學     | 國立臺灣藝術大學 |
| 國內其他大專院校 | 國立臺北藝術大學     | 國立臺南藝術大學 | 國立臺北商業大學 |
| 國內其他大專院校 | 元智大學             | 長庚大學         | 華梵大學         |
| 國內其他大專院校 | 玄奘大學             | 開南大學         | 龍華科技大學     |
| 國內其他大專院校 | 明新科技大學         | 健行科技大學     | 長庚科技大學     |
| 國內其他大專院校 | 明志科技大學         | 萬能科技大學     | 聖約翰科技大學   |
| 國內其他大專院校 | 南亞技術學院         | 國防大學         | 中央警察大學     |
| 國內其他大專院校 | 新生醫護管理專科學校 |                  |                  |

| 中研院 | 民族學研究所圖書館 | 歷史語言研究所傅斯年圖書館 | 人文社會科學聯合圖書館 |
| 中研院 | 近代史研究所圖書館 | 中國文哲研究所圖書館       | 人文社會科學研究中心   |

| 外國學校 | 清華大學 | 南京大學 | 香港中文大學 |

| 其他單位 | 國際合作發展基金會     | 國泰醫院圖書室 | 聯新國際醫院 |
| 其他單位 | 客委會客家文化發展中心 | 大英圖書館     |              |

中大圖書館另有與桃園市9間高中職、5間國中、14間國小簽署館際合作。